# تین سیدرکویست
تین سیدرکویست (انگلیسی: Tine Cederkvist؛ زادهٔ ۲۱ مارس ۱۹۷۹) بازیکن فوتبال اهل دانمارک است.
از باشگاه‌هایی که در آن بازی کرده‌است می‌توان به باشگاه فوتبال روزنگرد و باشگاه فوتبال لینشوپینگ اشاره کرد.
وی همچنین در تیم ملی فوتبال زنان دانمارک بازی کرده‌است.